# Beyoncé
Beyoncé Giselle Knowles-Carter (n. 4 septembrie 1981, Houston, Texas, SUA), cunoscută profesional ca Beyoncé, este o cântăreață, compozitoare și actriță americană. Laureată a 32 de premii Grammy, este considerată una dintre cele mai influente și versatile artiste ale secolului 21. Beyoncé a ajuns cunoscută în postura de componentă a grupului Destiny's Child, formația de fete cu cele mai mari vânzări din istorie.
După o serie de succese în Destiny's Child, în 2003 Beyoncé a lansat primul său album solo, Dangerously In Love. Albumul a devenit unul dintre cele mai mari succese comerciale ale anului, dominând topurile din întreaga lume. De pe acest album fac parte câteva dintre cele mai de succes piese ale lui Beyoncé: „Crazy in Love”, „Naughty Girl” și „Baby Boy”, câștigând cinci premii Grammy într-o singură noapte, în 2004. Cel de-al doilea album al artistei a fost lansat pe data de 4 septembrie 2006, chiar în ziua în care artista împlinit 25 de ani. „Déjà Vu”,primul single al albumului, a atins prima poziție în clasamentul din Regatul Unit iar „Irreplaceable” a stat pe prima poziție în clasamentul din SUA,timp de zece săptămâni. Cu acest album cântăreața a câștigat al șaptelea premiu Grammy din cariera solo, la categoria „Cel mai bun album R&B contemporan”. B’Day a fost relansat pe data de 3 aprilie 2007 într-o ediție de lux care include toate piesele de pe B’Day, duetul cu Shakira, „Beautiful Liar”,alte piese neincluse pe varianta originală și câteva piese în limba spaniolă. După ce și-a concediat managerul și tatăl Mathew Knowles în 2010, Beyoncé și-a lansat cel de-al patrulea album 4 în 2011. Mai târziu, a obținut laude universale pentru albumele și vizuale experimentale, Beyoncé (2013) și Lemonade (2016). Prima a fost lansată prin surprindere și a explorat feminismul. Al doilea a devenit cel mai bine recenzat album al ei de până acum și a devenit cel mai bine vândut album al anului la nivel global. Ulterior, a jucat în filmul „Regele Leu”. În 2022, Beyoncé a continuat să primească laude pentru al șaptelea album de studio, Renaissance, care a experimentat cu muzica disco și house. Primul single de pe acest album a ajuns pe primul loc pe lista Billboard Hot 100. Pe Billboard Hot 100, ea are opt single-uri numărul unu în total. Ea a vândut peste 200 de milioane de exemplare în întreaga lume. Este cea mai premiată cântăreață la premiile Grammy, cu 28 de premii în total.
Beyoncé avea o relație amoroasă cu cântărețul american Jay-Z, din anul 2002. După multe speculații în presă, cei doi și-au unit destinele pe data de 4 aprilie 2008.

## Copilăria și primele activități artistice

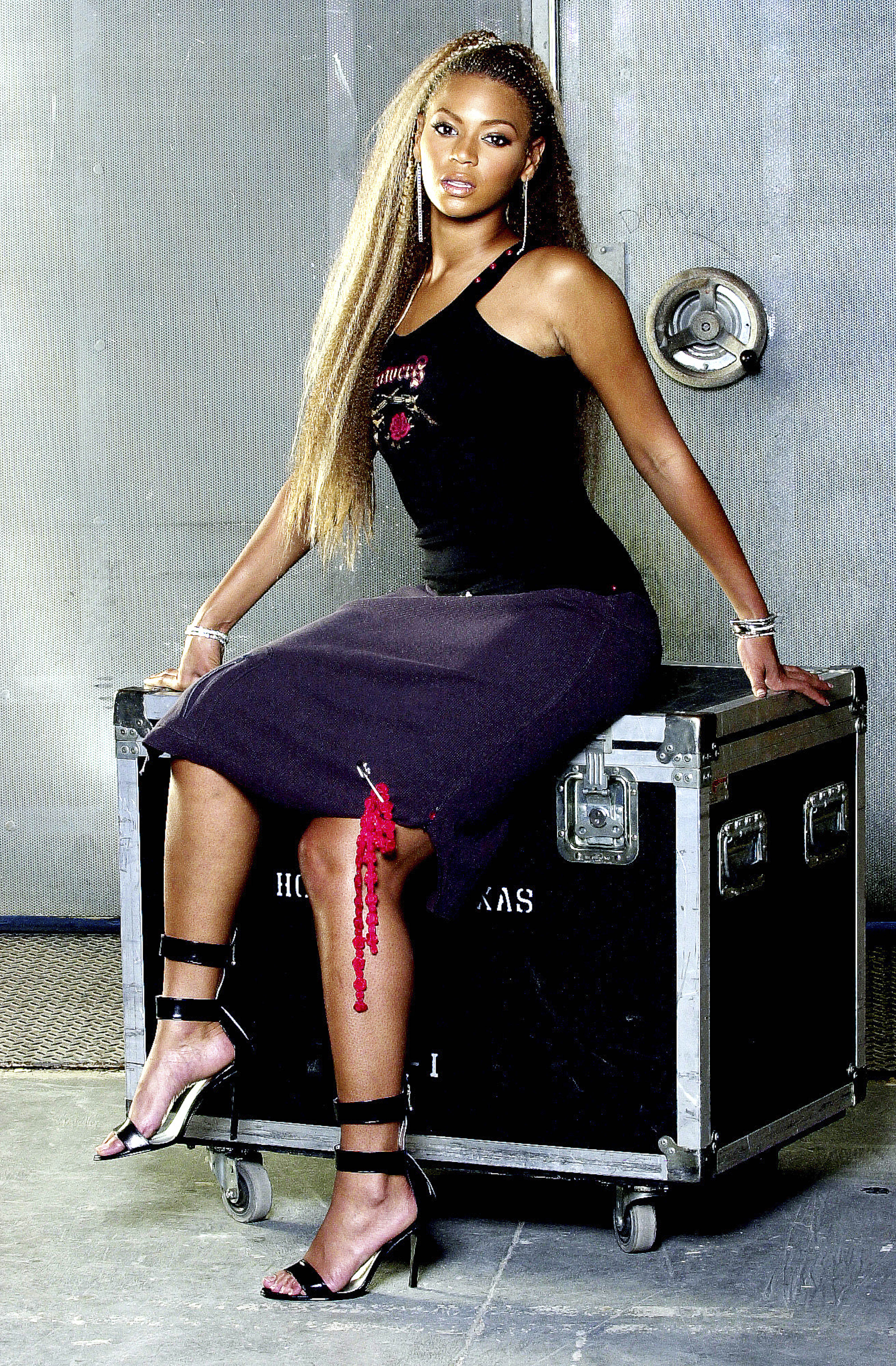
Beyoncé la 19 ani

Knowles s-a născut în Houston, Texas, părinții săi fiind Matthew Knowles și Tina Beyoncé Knowles. Tatăl cântăreței este de origine afro-americană, iar mama sa, Tina, provine dintr-o familie de origine creolă franceză din Louisiana, cu rădăcini afro-americane, amerindiene și irlandeze. Viitoarei soliste i-a fost oferit numele de familie al mamei sale, întrucât, se dorea ca acesta să nu se piardă, deoarece doar un număr restrâns de persoane de sex masculin purtau acest nume. Beyoncé are și o soră, Solange, care a devenit ulterior cântăreață și actriță.
Tânăra Knowles a fost educată la școala primară Sfânta Maria, din Texas, unde a început să studieze balet și jazz. În ciuda timidității sale ea s-a arătat interesată de muzică și de interpretare, începând să participe la diverse concursuri locale. După câteva momente petrecute pe scenă, artista și-a învins temerile, realizând faptul că își dorește o carieră în muzică. La vârsta de șapte ani artista a participat la o competiție muzicală pe plan local, interpretând piesa „Imagine”, a cântărețului englez John Lennon, grație interpretării câștigând concursul. În toamna anului 1990, Knowles a fost înscrisă la școala primară Parker, o instituție cu specific muzical din Houston, unde a beneficiat de multiple reprezentații pe scenă, alături de corul școlii. În scurt timp, aceasta a început să facă parte din liceul de Interpretare și Arte Vizuale din Houston, pentru ca mai apoi să intre în rândul elevilor liceului Alief Elsik. De asemenea, un aport important în formarea sa ca artist l-au constituit numeroasele concerte în compania corului bisericii de care aparținea.
La vârsta de opt ani, Knowles, a cunoscut-o pe LaTavia Roberson în timpul unei audiții muzicale. Acestea au făcut parte dintr-un grup muzical cu titulatura „Girl's Tyme”, ulterior fiind acompaniate de Kelly Rowland. Datorită lui Knowles și lui Rowland, formația a crescut în materie de popularitate, atrăgând atenția compozitorului Arne Frager. Acesta le-a invitat în studioul de înregistrări „The Plant Recording Studios”, localizat în Carolina de Nord, în timpul sesiunii de înregistrări concentrându-se asupra lui Beyoncé, întrucât el considera că vocea și personalitatea ei sunt potrivite pentru a propulsa grupul spre notorietate. În acest scop, Frager le-a înscris pe componentele formației la spectacolul muzical Star Search, una dintre cele mai cunoscute și apreciate emisiuni descoperitoare de noi talente muzicale. Girl's Tyme a participat la acest concurs însă nu a câștigat datorită faptului că piesa aleasă a fost una nepotrivită, după cum a afirmat și Knowles ulterior.
Datorită insuccesului din concurs, tatăl artistei a decis să se ocupe personal de grup, demisionând din slujba pe care o deținea, pentru a se ocupa de impresarierea formației. Imediat după acest lucru veniturile familiei Knowles s-au înjumătățit, părinții cântăreței separându-se pentru un interval de timp datorită presiunii și neînțelegerilor. Ulterior, tatăl artistei a primit-o în formație și pe LeToya Luckett, grupul începând să crească în materie de popularitate. În anul 1993, Girl's Tyme a semnat un contract cu casa de discuri Elektra Records, dar grupul a fost abandonat în același an fără a lansa vreun produs discografic. Patru ani mai târziu, în anul 1997, Girl's Tyme a semnat un contract cu casa de producție Columbia Records, care o impresariază pe Knowles până în prezent.

## Cariera artistică

### 1997 — 2002: Debutul discografic și succesul alături de Destiny's Child

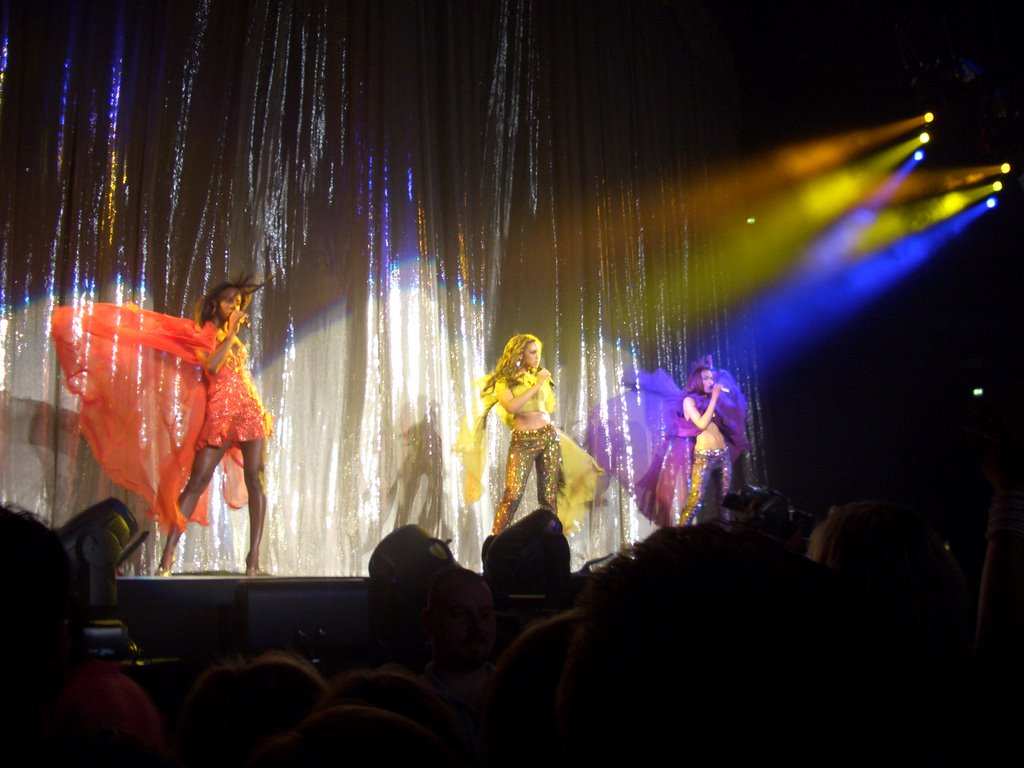
Destiny's Child în concert, interpretând hitul lor din 2000, „Say My Name”.

Primul pas spre notorietate a fost schimbarea numelui din „Girl's Tyme” în „Destiny's Child” și înregistrarea piesei „Killing Time”, ce a fost folosită ulterior pe coloana sonoră a filmului Men In Black. Un an mai târziu, pe data de 17 februarie 1998, grupul și-a lansat primul material discografic de studio, intitulat Destiny's Child, de pe el fiind extras șlagărul „No, No, No”. La acest material, formația a lucrat persoane ca Jermaine Dupri, Wyclef Jean sau Corey Rooney. Albumul a primit o recenzie pozitivă din parte Allmusic, publicația susținând faptul că „Destiny's Child nu este  doar un alt album de debut al unui grup de fete R&B [...] vocile lor sună minunat împreună.” Allmusic a oferiat materialului 4 puncte din maximul de 5. Destiny's Child a înregistrat vânzări de peste trei milioane de exemplare în lumea întreagă, dintre care peste 1 milion de copii în S.U.A., primind discul de platină. Atât albumul, cât și piesa au primit câte un disc de platină în S.U.A., aceleași materiale fiind răsplătite și cu trei premii Soul Train Lady of Soul. Mai târziu, formația a început promovarea discului The Writing's on the Wall, care a devenit cel mai cunoscut album al Destiny's Child. De pe acesta au fost lansate patru cântece, două dintre ele — „Bills, Bills, Bills” și „Say My Name” — ocupând locul întâi în Billboard Hot 100, câștigând totodată aprecieri la nivel global. Pentru cel din urmă formația a fost recompensată și cu două premii Grammy în anul 2001 la categoriile „Cea mai bună interpretare R&B a unui grup” și „Cel cântec R&B”. Pentru vânzările obținute, albumul a primit opt discuri de platină în țara natală a formației și triplu disc de platină în Regatul Unit.
Primul single lansat de pe album, „No, No, No”, a atins poziția cu numărul 3 în Billboard Hot 100 și prima poziție în clasamentul Billboard Hot R&B/Hip-Hop Songs. „No, No, No” a avut un succes similar și în Regatul Unit, unde a atins poziția cu numărul 5. Discurile single următoare, „With Me” și „Get On Bus” (colaborare cu Timbaland) nu au egalat succesul primului single, reușind să intre doar în clasamentele din Regatul Unit, unde au atins poziții de top 20. În 1998 grupul a primit trei premii Soul Train Lady of Soul, la categoriile „Cel mai bun single R&B/soul al unui grup, bandă sau duet”, „Cel mai bun artist nou R&B/Soul sau Rap” și „Cel mai bun album R&B/soul al unui grup, bandă sau duet”.
Cel de-al doilea material discografic, The Writing's on the Wall, a fost lansat la scurt timp de la debutul formației. Comercializarea albumului a început cu data de 27 iulie 1999, fiind recompensat cu multiple discuri de platină. The Writing's on the Wall a primit în general recenzii pozitive, Allmusic oferind materialului patru puncte din cinci. De asemenea, aceeași publicație, recomandă spre audiție cântecele „Say My Name”, „Jumpin' Jumpin'” și „Bills, Bills, Bills”. De asemenea, Entertainment Weekly, oferă albumului calificativul „B”, echivalentul notei nouă. Albumul a debutat pe locul 5 în clasamentul Billboard 200, primind opt discuri de platină în S.U.A.. The Writing's on the Wall s-a comercializat în peste 15 milioane de unități la nivel mondial, până în 2008.
În Regatul Unit albumul a atins doar poziția cu numărul 10, însă a avut vânzări de aproximativ un milion de exemplare, rezistând în clasamentul albumelor timp de un an, primind triplu disc de platină. Primul single al materialului, „Bills, Bills, Bills” a devenit primul cântec al grupului ce reușește să atingă poziția cu numărul 1 în Billboard Hot 100. Acesta a devenit și cel al doilea single clasat în top 10 în acest top. De asemenea, piesa a devenit a doua clasare pe prima poziție în Billboard Hot R&B/Hip-Hop Songs. În Regatul Unit, „Bills Bills Bills” a atins poziția cu numărul 6. Cel de-al doilea single al albumului, „Bug a Boo” a atins poziții de top 10 în Regatul Unit și clasări de top 40 în S.U.A.. „Say My Name”, cel de-al treilea single al materialului, a atins prima poziție în Billboard Hot 100 și locul 3 în Regatul Unit Cu această piesă, formația, a câștigat două premii Grammy: „Cea mai bună interpretare R&B a unui duet sau grup” și „Cel mai bun cântec R&B”. Ultima lansare a albumului, „Jumpin' Jumpin'” a intrat în top 5 atât în S.U.A. cât și în Regatul Unit.
La sfârșitul anului 1999, LeToya Luckett și LaTavia Roberson l-au acuzat pe impresarul lor, Matthew Knowles, de faptul că le favorizează Beyoncé și pe Rowland. Datorită acestui lucru, în videoclipul pentru cântecul „Say My Name”, ele au fost înlocuite de două cântărețe noi — Michelle Williams și Farrah Franklin — pe lângă Knowles și Rowland. Ulterior, Roberson și Luckett l-au acționat în justiție pe managerul lor însă au renunțat la acuzații după un interval de timp. La doar cinci luni, Farrah Franklin părăsește și ea grupul din motive personale, formația rămânând în formula ce l-a consacrat. Cel de-al treilea album al Destiny's Child, intitulat Survivor, a fost inspirat din perioada schimbărilor de componență.  A debutat pe locul 1 în Billboard 200, cu vânzări de peste 663,000 de unități. Albumul a primit în general recenzii pozitive. Materialul primește trei puncte din cinci din partea Allmusic, publicație ce recomandă spre audiție toate cele patru melodii care au ajuns single-uri. Același calificativ este oferit și de Sal Cinquemani de la Slant Magazine. Primul single al acestuia, „Independent Women” a devenit un succes la nivel global ocupând cea mai importantă poziție în Billboard Hot 100 timp de unsprezece săptămâni consecutive și a devenit prima compoziție a formației ce urcă obține aceeași distincție în Regatul Unit și în clasamentul mondial, United World Chart. Șlagărele ce au urmat, „Survivor”, „Bootylicious” și „Emotions”, au ajutat la creșterea popularității albumului, el comercializându-se în peste zece milioane de unități. În iarna anului 2001 formația a lansat un material de Crăciun, 8 Days of Christmas, care a primit un disc de aur în Statele Unite ale Americii și a fost promovat prin intermediul compoziției omonime titlului. La câteva luni distanță, după distribuirea discului This Is The Remix (ce include versiuni diferite ale unor înregistrări cunoscute ale Destiny's Child), proiectele de grup au fost amânate pentru un interval de timp nedefinit, fiecare componentă începându-și propriile activități individuale pe plan artistic.

### 2002 — 2004: Începutul carierei independente și debutul cinematografic

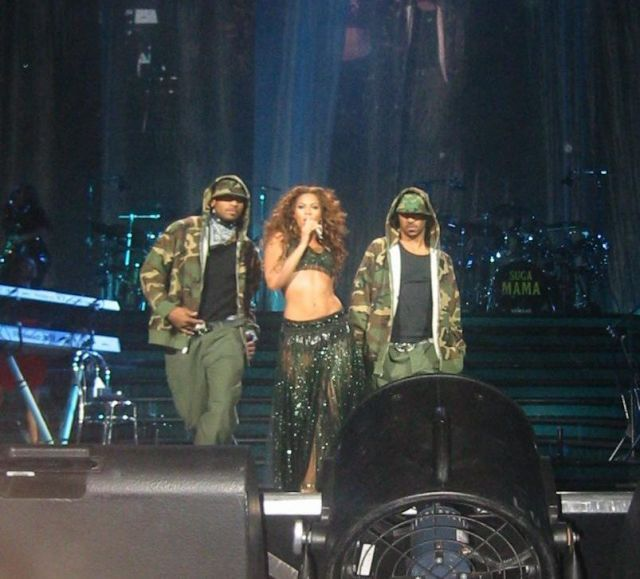
Beyoncé interpretând cântecul „Baby Boy” în cadrul turneului de promovare, The Beyoncé Experience

Knowles și-a făcut debutul în lumea filmului prin intermediul producției Carmen: A Hip Hopera, realizate de MTV în anul 2001. Ulterior, la mijlocul anului următor, artista a interpretat rolul lui Foxxy Cleopatra în filmul Austin Powers in Goldmember. Producția a devenit un succes la nivel mondial, încasările obținute din vizionarea acesteia fiind de aproximativ trei sute de milioane de dolari americani. De asemenea, Knowles și-a adus contribuția la coloana sonoră a filmului prin intermediul cântecului „Work It Out”, ce a fost extras pe disc single și a ocupat poziții fruntașe în ierarhiile din Norvegia și Regatul Unit. La scurt timp artista a colaborat cu interpretul de muzică rap Jay-Z la compoziția „'03 Bonnie & Clyde”. Aceasta s-a bucurat de o campanie de promovare în urma căreia s-a situat pe locul al patrulea în Billboard Hot 100. Piesa a beneficiat de un videoclip și a atins poziții de top 10 în peste zece țări.
În iunie 2003 a fost lansat primul album de studio al solistei, Dangerously in Love, el fiind precedat de promovarea discului single „Crazy in Love”. Materialul a primit în general recenzii pozitive, mai ales din partea unor publicații ca Entertainment Weekly (care oferă albumului nota 9.1 dintr-un total de 10), E! Online, Blender, PopMatters sau Allmusic. Înregistrarea s-a bucurat de succes la nivel global, fiind una dintre cele mai cunoscute piese ale sale. Compoziția a ocupat locul întâi în principala listă americană timp de opt săptămâni consecutive și a câștigat prima poziție și în clasamentele din Irlanda și Regatul Unit. Materialul a debutat pe treapta cu numărul unu în Billboard 200 datorită celor peste 317.000 de exemplare comercializate în primele șapte zile de disponibilitate. La nivel internațional a înregistrat un parcurs similar, comercializându-se în peste opt milioane de exemplare, dintre care 4.3 milioane au fost vândute doar în Statele Unite ale Americii. Materialul a primit cvadruplu disc de platină în țara natală a artistei pentru vânzările înregistrate. „Crazy in Love”, a devenit un succes instantaneu, atingând prima poziție în clasamentele din Irlanda, Regatul Unit sau S.U.A.. În topul Billboard Hot 100, piesa a staționat pe locul 1 timp de opt săptămâni cosecutive, devenind și primul cântec clasat pe această poziție și cel de-al doilea ce atinge poziții de top 10. De asemenea, „Crazy in Love”, a atins poziții de top 10 în Australia, Noua Zeelandă și în  majoritatea țărilor europene. Pentru a spori popularitatea discului au mai fost lansate alte trei discuri single: „Baby Boy”, „Me, Myself and I” și „Naughty Girl”. În timp ce primul a reușit să obțină clasări asemănătoare cu predecesorul său, cele din urmă nu s-au ridicat la nivelul celor antemenționate, deși au câștigat intrări în top 5 în Statele Unite Ale Americii. Concomitent, artista a interpretat rolul lui Lilly în producția Fighting Temptations, ce urmează povestea unui cor de muzică gospel, care a ocupat locul al treilea în S.U.A. a lui Beyoncé și a înregistrat încasări de peste treizeci și două de milioane de dolari.
Pentru acest album și pentru cântecele sale artista a fost premiată cu cinci trofee Grammy în anul 2004, la categorii precum: „Cea mai bună interpretare R&B feminină”, „Cel mai bun cântec R&B” sau „Cel mai bun album de muzică R&B contemporană”.  De asemenea, pentru performanțele obținute de-a lungul promovării albumului Dangerously in Love, Knowles a primit și un BRIT în același an, la secțiunea „Cel mai bun artist internațional”. Cu toate acestea, solista a întâmpinat dificultăți în încercarea de a-și convinge casa de discuri să lanseze albumul în stadiul în care se afla la momentul prezentării. Conform informațiilor apărute în mass-media, discul a fost pe punctul de a rămâne nepromovat, artista declarând: „în 2003 mi-am lansat primul album independent. Dar când l-am prezentat reprezentanților casei mele de discuri, ei mi-au spus că nu am niciun șlagăr pe album”. Knowles a susținut și două turnee pentru a crește notorietatea materialului, unul ce a avut drept scop promovarea discului în Europa (Dangerously in Love), în timp ce al doilea, seria de concerte — Verizon Ladies First — a fost un grup de recitaluri susținut de artistă, în compania interpretelor Alicia Keys, Missy Elliott și Tamia. Un al doilea album se dorea a fi lansat — el urmând să fie constituit din compoziții rămase din timpul imprimării discului Dangerously in Love — însă aceste planuri au fost amânate și artista și-a reluat colaborarea cu Destiny's Child.

### 2004 — 2006: Încheierea activității alături de Destiny's Child

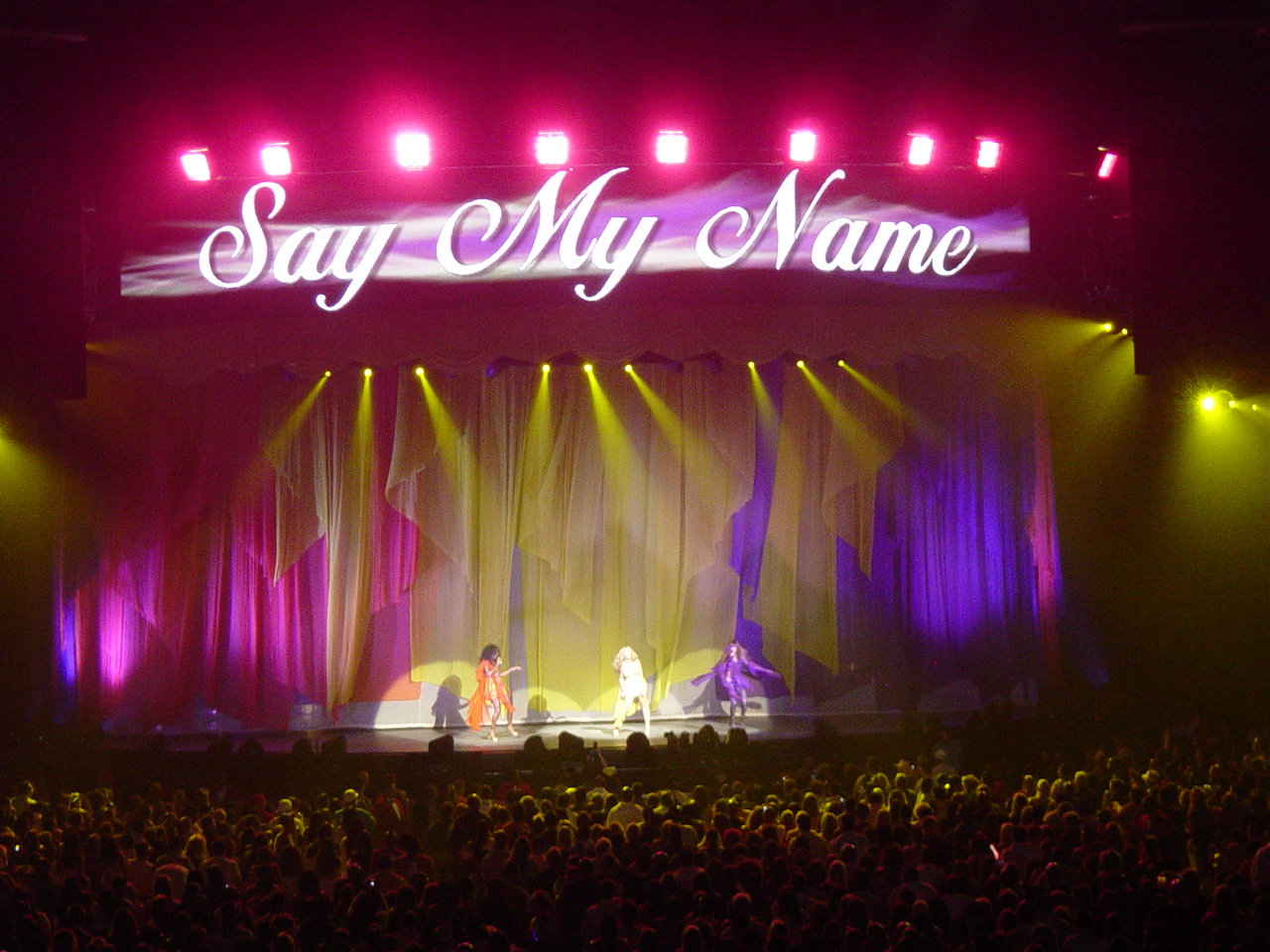
Destiny's Child într-o interpretare a cântecului „Say My Name”, în timpul turneului de adio, Destiny Fulfilled ... And Lovin' It

Single-ul ce anunța reîntoarcerea pe scena muzicală a grupului, „Lose My Breath” a fost lansat pe data de 1 noiembrie 2004. Acesta a atins locul 1 în câteva țări europene și în United World Chart și poziții de top 10 în majoritatea clasamentelor unde a activat. La nivel mondial piesa a  staționat pe prima poziție timp de unsprezece săptămâni consecutive. Lose My Breath a acumulat în total 7,175,000 de puncte în timpul activări în United World Chart, 3.970.000 dintre acestea fiind acumulate în anul 2004 iar restul de 3.205.000 de puncte în anul 2005.
Albumul de pe care face parte această melodie, Destiny Fulfilled a primit recenzii mixte. Allmusic oferă albumului două puncte și jumătate materialului dintr-un total de cinci. Publicația subliniază faptul că după începutul interesant cu „Lose My Breath” și „Soldier” pe album se mai găsesc doar o serie de balade și melodii cu tempo jos. Aceeași publicație afirmă despre album faptul că „este o dezamăgire față de celelalte albume ale grupului”. The Guardian și Rolling Stone oferă albumului două puncte din totalul de cinci. Albumul a debutat pe locul 19 în Billboard 200 cu vânzări de peste 61.000 de exemplare, după doar o zi de vânzări, pentru ca în cea de-a doua săptămână să atingă poziția secundă cu vânzări de peste 497.000 de unități.
Cel de-al doilea single al albumului, „Soldier”, a atins poziții de top 10 în majoritatea topurilor unde a activat. Cel de-al treilea single al albumului, „Girl” a fost lipsit de succes în S.U.A., unde a obținut doar modestul loc 23. Mai mult succes a avut în partea de nord-vest a continentului european și în Oceania, unde a obținut a obținut poziții de top 10. „Cater 2U”, ultimul single al albumului, a fost lansat în S.U.A. și Oceania, unde a obținut poziții de top 20. Datorită clasărilor scăzute înregistrate în cele două regiuni și datorită numărului mic de difuzări radio primite în Regatul Unit, în Europa single-ul a fost anulat.
După lansarea celui de-al patrulea album, grupul a anunțat faptul că o va lua pe drumuri separate, despărțirea având loc amiabil. La finalul carierei formația a lansat un album „Greatest Hits”, intitulat Number 1's. Materialul a debutat direct pe prima poziție în topul Billboard 200, cu vânzări de peste 113.000 de exemplare. Primul single lansat de pe album, „Stand Up For Love” a devenit un eșec comercial, nereușind să intre în clasamentele din Statele Unite ale Americii. Pe album a mai fost inclus și „Check on It”, un cântec interpretat doar de Beyoncé și lansat spre a promova filmul Pantera roz, în care artista deținea un rol principal. Piesa a atins prima poziție în Billboard Hot 100 și în clasamentul din Noua Zeelandă, unde a devenit primul cântec al artistei ce reușește această performanță. Cântecul a înregistrat un succes similar și în Europa, unde s-a clasat în top 10 majoritatea țărilor europene.

### 2006 — 2008: Materialul «B'Day» și «Dreamgirls»

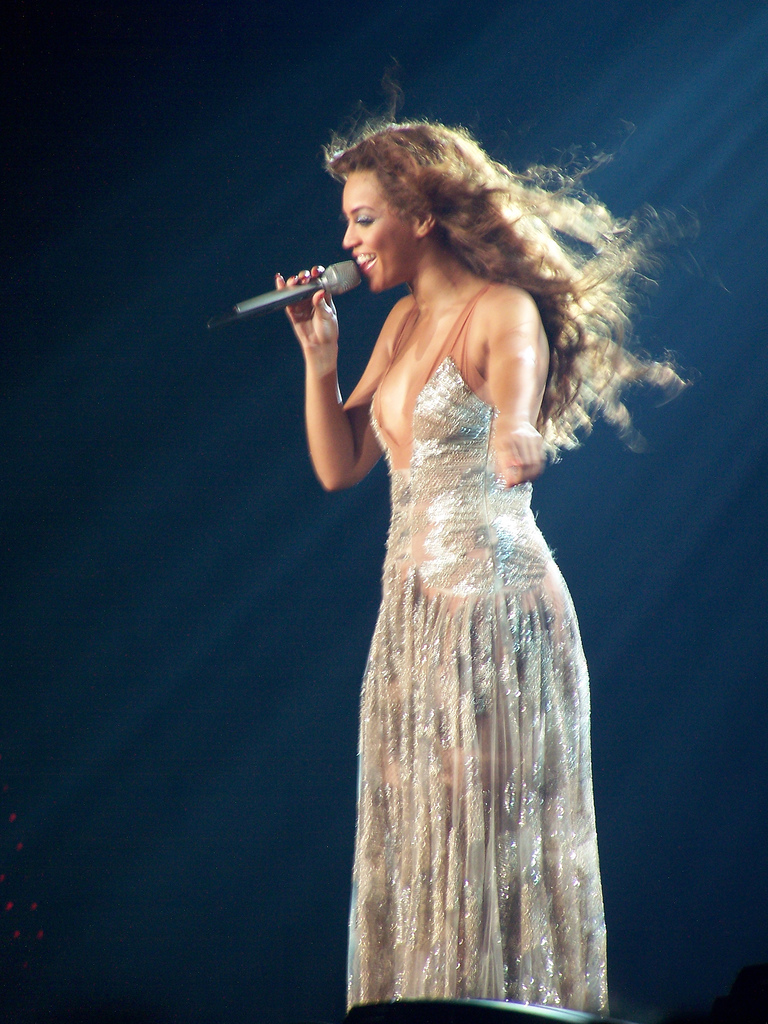
Beyoncé în timpul unui concert susținut pentru promovarea albumului B’Day.

La finele anului 2005, artista a început să ia parte la filmările peliculei Dreamgirls, fiind nevoită să se dedice proiectului timp de jumătate de an. Întrucât dorea să se ocupe integral de peliculă, Knowles a refuzat să înregistreze compoziții pentru cel de-al doilea album de studio. În paralel, în februarie 2006 a fost lansat filmul The Pink Panther, în care Knowles deține un rol secundar. Producția s-a bucurat de succes major la nivel global, încasările totalizând aproximativ o sută șaizeci de milioane de dolari, în ciuda recenziilor negative. Pentru coloana sonoră a producției artista a înregistrat două compoziții, „A Women Like Me” și „Check on It”, ultima fiind și extrasă pe disc single, bucurându-se de vânzări ridicate și clasându-se pe locul întâi în Billboard Hot 100 și intrând în top 10 în majoritatea ierarhiilor unde a activat.
Filmul Dreamgirls a influențat conceptul următorului material discografic de studio al artistei, B'Day, lansat în Regatul Unit pe data de 4 septembrie 2006, zi în care interpreta și-a sărbătorit cea de-a douăzeci și cincia aniversare. Realizarea albumului s-a întins pe o perioadă de aproximativ trei săptămâni, fiind realizat fără înștiințarea casei de discuri Columbia Records. B’Day a debutat direct pe prima poziție în clasamentul Billboard 200, cu vânzări de peste 541.000 de exemplare, în timp ce la nivel mondial a fost comercializat în peste 736.000 de unități în prima săptămână. Albumul a înregistrat vânzări de peste 7 milioane de exemplare la nivel mondial. Materialul a primit în general recenzii favorabile, în special din partea unor publicații ca Allmusic, Billboard, Blender, Entertainment Weekly sau The Guardian.
Primul single, „Déjà Vu”, a devenit un succes în Regatul Unit, însă a coborât repede din listele oficiale. De asemenea, videoclipul a fost criticat pentru o serie de teme de natură sexuală prezentate de material. A fost cel de-al doilea cântec al artistei ce reușește să se claseze pe prima poziția în Regatul Unit. De asemenea, cântecul a atins poziții de top 10 în clasamentele din America de Nord și Europa, în Oceania obținând doar clasări în top 20. Cântecul a primit și două nominalizări la gala premiilor Grammy din anul 2007, la categoriile „Cel mai bun cântec R&B” și „Cea mai bună colaborare rap/cântec”. Un al doilea cântec a fost lansat în Brazilia și S.U.A., unde a atins poziții de top 20.

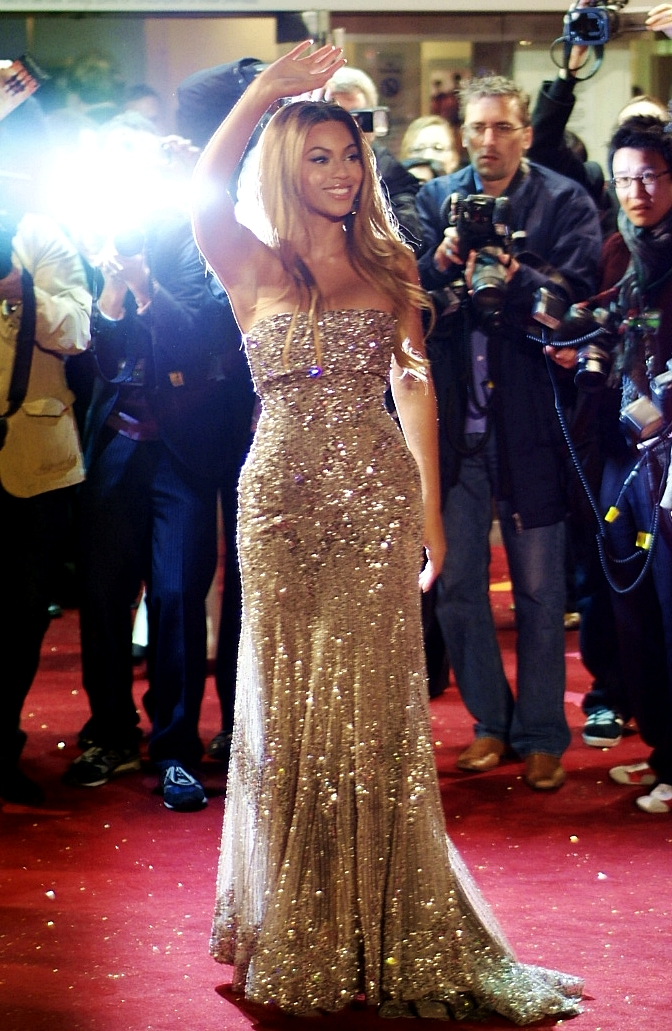
Beyoncé la premiera filmului Dreamgirls din 2006.

Al treilea cântec ce a beneficiat de promovare, „Irreplaceable” a devenit cel mai de succes single al albumului, reușind să crească vânzările acestuia. „Irreplaceable” a devenit în scurt timp și cel mai bine clasat single de pe albumul B'Day. Cântecul a devenit cel de-al patrulea single clasat pe locul 1 în Billboard Hot 100 al artistei, după „Crazy in Love”, „Baby Boy” și „Check on It”, staționând în vârful clasamentului timp de zece săptămâni consecutive. În Oceania, piesa a înregistrat un succes similar, ocupând prima poziție atât în Australia cât și în Noua Zeelandă. De asemenea, în Europa, „Irreplaceable”, a atins poziții fruntașe. Dreamgirls a fost lansat în decembrie 2006, devenind atât un succes comercial, cu încasări de 154 de milioane de dolari, cât și unul în rândul criticilor de specialitate. Pentru interpretarea sa, Knowles a primit două nominalizări la Globurile de Aur și a câștigat 12,5 milioane de dolari pentru prestația sa. Cântecul „Listen”, lansat pentru a promova coloana sonoră, a înregistrat clasări notabile într-o serie de ierarhii europene și a fost numit „un clasic american”. Acesta a atins poziția cu numărul 61 în Billboard Hot 100 și a intrat în top 10 în patru țări europene. La câteva luni distanță, lanțurile de magazine au început distribuirea unei ediții reeditate a materialului B'Day. Această ediție specială include o serie de compoziții necunoscute anterior, o serie de înregistrări în limba spaniolă și un duet cu Shakira, „Beautiful Liar”, ce a fost utilizat pentru a promova noua versiune a discului. Piesa a devenit un succes pentru ambele artiste, ajungând pe locul 1 în treizeci și două de țări. Piesa a stabilit un record la momentul lansării urcând 91 de trepte în clasamentul Billboard Hot 100 și poziționându-se pe locul 3. Acest record a fost doborât între timp de Britney Spears și cântecul ei „Womanizer”. Vânzările totale ale albumului se situează între 6-7 milioane de exemplare la nivel mondial, pentru acesta Knowles fiind recompensată și cu un premiu Grammy în 2007. De asemenea, solista a intrat în istoria premiilor American Music Awards din anul 2007, când a devenit prima femeie din lume ce ridică trofeul special „Artistul Internațional”. De asemenea, pentru a-și promova materialului, cântăreața a susținut un turneu de promovare la nivel global, realizând aproximativ o sută de spectacole, fiind lansat și un DVD adiacent: The Beyoncé Experience Live!.

### 2008 — 2010: „I Am... Sasha Fierce” și evoluția artistică

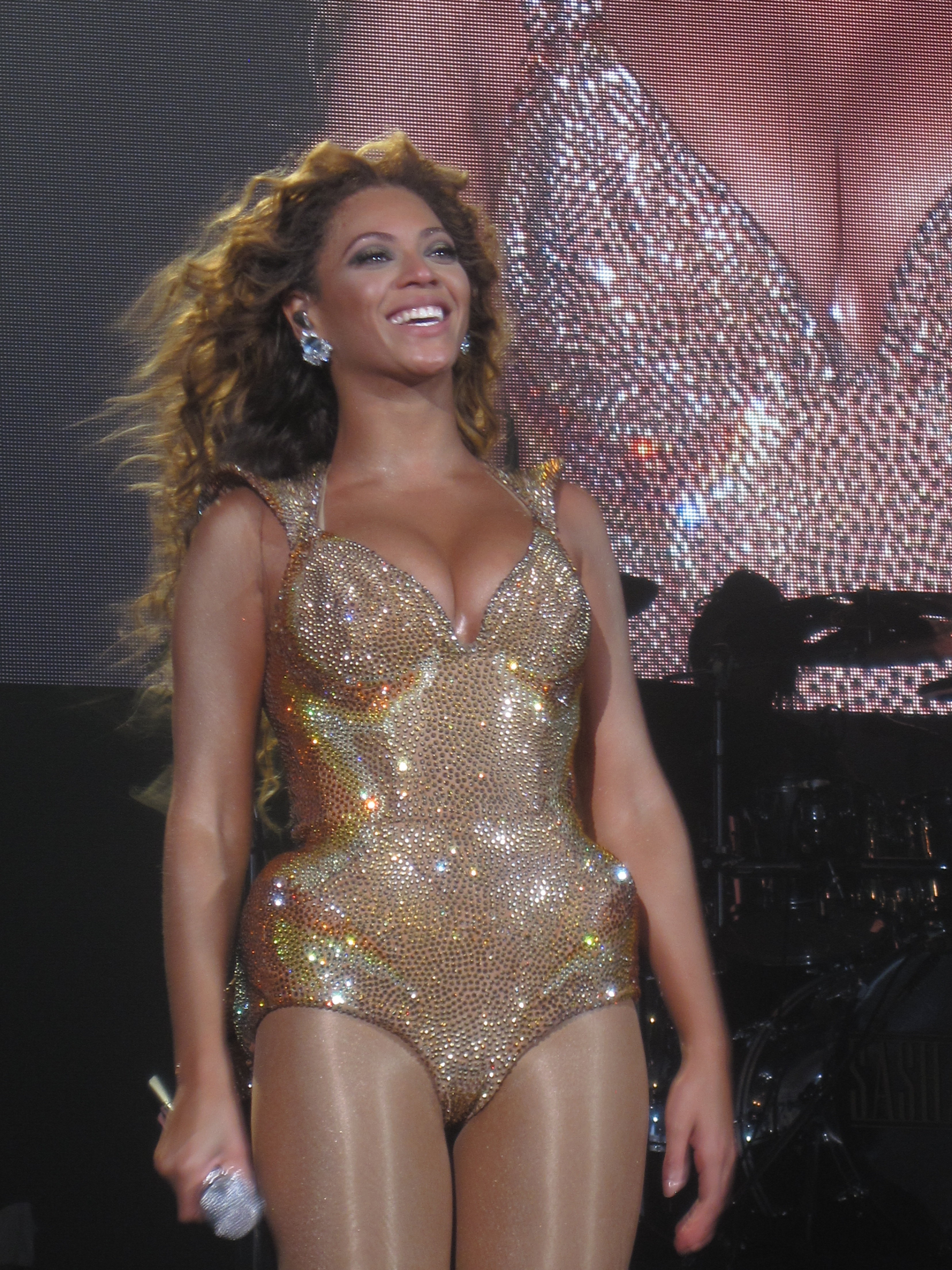
Beyoncé în timpul turneului I Am...

În 2008, Knowles a înregistrat cântecul „Just Stand Up!”, alături de alte paisprezece cântărețe cunoscute, compoziție ce face parte din campania „Stand Up To Cancer” și a fost interpretată în cadrul evenimentului Fashion Rocks 2008, toate profiturile strânse în urma comercializării piesei fiind donate programului. În același an, artista a colaborat cu solistul de muzică R&B Usher și cu Lil Wayne, la înregistrarea „Love in This Club Part II, care a activat notabil în S.U.A., apariția artistei fiind aclamată de criticii de specialitate. Odată cu încheierea turneului mondial de promovare al albumului B'Day, artista a început o serie de înregistrări pentru un nou material discografic. Albumul, intitulat I Am... Sasha Fierce, a fost lansat în Statele Unite ale Americii pe data de 18 noiembrie 2008. Produsul conține două discuri și a fost lansat în două versiuni, ediția standard și ediția specială („de lux”). Pentru acest album solista a înregistrat aproximativ șaptezeci de cântece, dintre care a ales să includă puțin peste cincisprezece. Prin intermediul acestui material artista și-a făcut cunoscut alter-ego-ul, Sasha Fierce. Astfel, primul disc al proiectului conține balade interpretate de Beyoncé, în timp ce ultimul îi este acordat lui Sasha Fierce pentru a-l popula cu înregistrări ritmate. Materialul a debutat pe treapta cu numărul unu în Billboard 200, înregistrând vânzări totale de peste șase milioane de exemplare la nivel mondial. Acesta era format din piese clasate pe primul loc precum "Single Ladies (Put a Ring on It)" și cântecul din top cinci "Halo". Alte single-uri de succes extrase de pe acest album sunt "Sweet Dreams", "Diva", "Ego", "Broken-Hearted Girl" și "Video Phone".
La scurt timp de la lansarea discului artista a început promovarea filmului Cadillac Records, în care ea interpretat-o pe solista de muzică blues Etta James. Pelicula a încasat puțin peste șaisprezece milioane de dolari, în ciuda recenziilor pozitive, cu prestația ei fiind premiată. Și-a donat retribuția încasată pentru rol Casei Pheonix, care se ocupa de dependenții de heroină. La începutul anului 2009 cântăreața a fost prezentă la ceremonia de inaugurare a noului președinte american, Barack Obama, unde a interpretat înregistrarea Ettei James „At Last” în timpul primului dans al acestuia cu soția sa, Michelle Obama, în calitate de președinte al S.U.A. Solista Etta James s-a declarat deranjată de faptul că Beyoncé a prezentat cântecul făcut celebru de ea, declarând: „Nu o suport pe Beyoncé [...] [ea] nu avea niciun drept să-mi cânte piesa, cu ocazia acelei zile memorabile”. Ulterior, James a retractat afirmațiile, susținând că totul a fost o glumă. În aprilie 2009 în cinematografele din S.U.A. a început difuzarea producției Obsessed, un alt film în care Knowles deține un rol principal. Acesta a înregistrat încasări de peste 28,6 milioane de dolari doar în primul sfârșit de săptămână al lansării, totalizând peste 68 de milioane de dolari cu un buget de 20 și debutând pe locul 1 în Statele Unite ale Americii.

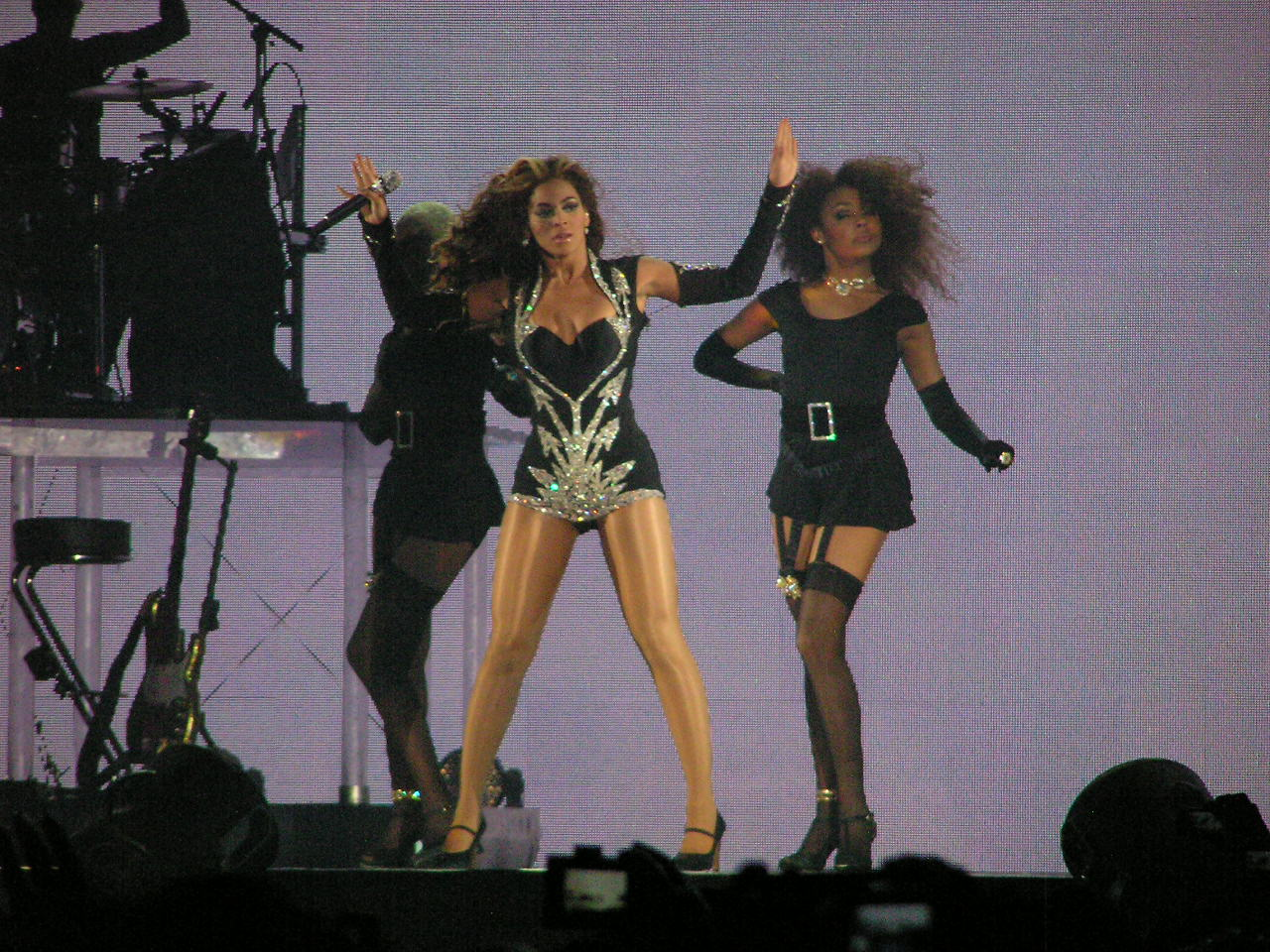
Beyoncé cântând "Single Ladies (Put a Ring on It)"în timpul I Am... Tour în 2009

I Am... Sasha Fierce a primit în general recenzii pozitive din partea criticilor muzicali de specialitate, fiind întâmpinat într-un mod favorabil de publicații precum Billboard, Entertainment Weekly sau Rolling Stone. „If I Were a Boy” și „Single Ladies”, primele discuri single ale albumului, au fost lansate simultan pe data de 8 octombrie 2008 la posturile de radio din Statele Unite ale Americii. Cel dintâi a ocupat prima poziție într-o serie de ierarhii europene, în timp ce al doilea a câștigat aceeași atenție în Billboard Hot 100, videoclipul său inspirând o serie imitații și parodii, devenind în scurt timp un fenomen cultural extins la nivel mondial. A devenit cel de-al cincilea single ce ocupă prima poziție în Billboard Hot 100 din cariera solo a lui Knowles, odată cu lansarea discului în format digital. De pe album au fost promovate alte discuri single, trei obținând performanțe notabile. Balada „Halo” și înregistrarea „Sweet Dreams” au sporit popularitatea albumului de proveniență prin succesul întâmpinat, în timp ce „Video Phone” a intrat în atenția publicului datorită remixului în colaborare cu interpreta Lady GaGa. Concomitent, Knowles a colaborat cu aceeași solistă pentru discul său, cele două realizând piesa „Telephone”, care a devenit un nou succes pentru ambele interprete, ocupând prima poziție într-o serie de clasamente importante, printre care și UK Singles Chart. Pentru succesul întâmpinat de album și cântecele sale, Knowles a fost răsplătită cu o serie de trofee la gale precum MTV Europe Music Awards, Mobo Awards, MTV Video Music Awards, la toate acestea numărându-se printre artiștii ce au ridicat cele mai multe distincții. De asemenea, pentru Premiile Grammy desfășurate în anul 2010 solista a primit zece nominalizări, situându-se în fruntea listei interpreților cu cele mai multe menționări în categoriile afișate. În final, Knowles a ridicat un total de șase statuete, stabilind și un record pentru cele mai multe distincții Grammy câștigate de o femeie într-un singur an, egalat de Adele în 2012.

### 2010 — prezent

Beyoncé în 2010

Pe data de 21 aprilie 2011, în urma apariției pe internet a unei noi piese, este lansat discul Run the World (Girls) ca primul single al celui de al patrulea album de studio al artistei. Piesa primește recenzii mixte, fiind considerată divergentă față de stilul muzical anterior și devine un hit relativ în Europa, activând dezamăgitor în SUA unde nu se clasează în primele 20 de piese ale clasamentului național. Pe data de 1 iulie se lansează al doilea single al albumului, Best Thing I Never Had, primind recenzii pozitive. La actual, activează în topurile internaționale. Pe data de 7 iunie 2011, albumul apare integral pe internet, afectând astfel vânzările ce aveau să urmeze.
Pe 13 decembrie 2013, Beyoncé și-a lansat în mod neașteptat cel de-al cincilea album de studio omonim pe ITunes, fără niciun anunț sau promovare prealabilă. Albumul a debutat în topul Billboard 200, dându-i lui Beyoncé al cincilea album consecutiv numărul unu în SUA . Ea a câștigat trei premii Grammy pentru acest album.
Pe 23 aprilie 2016 Beyoncé a lansat albumul Lemonade, care a debutat pe locul întâi în clasamentul US Billboard 200.
În anii următori, ea a pornit în două turnee pe stadion, a jucat în filmul „Regele Leu” și a lansat un documentar care detaliază celebra ei performanță la Coachella.
În 2022, s-a întors cu un album de studio intitulat Renaissance. Albumul a devenit al șaptelea ei album consecutiv care a ajuns pe primul loc în clasamentul Billboard 200.

## Voce, stiluri muzicale abordate și imagine

### Abilități vocale și stilul muzical abordat
Vocea lui Knowles se încadrează în categoria mezzo-soperanelor, ea fiind întotdeauna identificată ca fiind elementul central al grupului Destiny's Child. Jon Pareles de la The New York Times susține afirmația anterioară, adăugând și faptul că „vocea ei este catifelată, dar totuși acra cu o agitație insistentă”. James Anthony de la The Guardian a numit vocea ei „distinctivă și rapidă, cu tehnicii vocale aproape sughițânde”. Alți critici au apreciat amplitudinea și puterea vocii sale. În recenzia discului B'Day, Jody Rosen de la Entertainment Weekly titrează: „Beyoncé Knowles este un sistem de furtună deghizat într-o cântăreață. Pe al doilea album solo, B'Day, cântecele ajung în rafale foarte mari de ritm și de emoție, cu vocea lui Beyoncé clipocit peste beat-urile zdrăngăne; va trebui să cauți în lung și-n lat — cel mai probabil în sălile de la Metropolitan Opera — să găsești un vocalist care cântă cu mai multă forță pură... Nimeni — nici R. Kelly, nici Usher, asta ca să nu spunem nimic despre divele pop cu care rivalizează — nu poate egala geniul lui Beyoncé pentru glisarea liniei sale vocale alături de un beat hip-hop”.
Muzica lui Beyoncé este în principal pop,dar în piesele ei sunt incluse și elemente de dance, R&B contemporan, hip-hop sau funk. Deși a lansat aproape în totalitate piese în limba engleză, ea a înregistrat câteva piese în limba spaniolă, pentru a relansa albumul B’Day. Destiny's Child au mai înregistrat un cântec în limba spaniolă, care a primit recepții favorabile din partea fanilor latini. Beyoncé a învățat spaniola în școală când era mai tânără însă pentru a înregistra piesele noi a fost nevoie să ia lecții private de limba spaniolă. La un moment dat, ea a cântat la Gala Premiilor Oscar în limba franceză, pe care a învățat-o tot în privat. Vocea sa cuprinde peste trei octave.

### Compunerea și scrierea textelor
Încă de la începutul carierei cu Destiny's Child, solista s-a implicat în compunerea cântecelor realizate pentru formație. Ea a fost menționată în cadrul personalului ce s-a ocupat de scrierea majorității pieselor sale din cariera independentă sau cea de grup. Cunoscută fiind pentru cântecele inspirate din viața sa și pentru realizarea unor compoziții cu temă de împuternicire a femeii, ea declară faptul că avându-l pe Jay-Z în viața ei a schimbat o serie de păreri despre modul în care bărbații și femeile relaționează unii cu alții. O parte dintre dintre piesele sale au caracter autobiografic, Knowles admițând faptul că sunt inspirate din experiențe personale sau experiențele trăite de apropiați.
De asemenea, artista este și coproducătoarea unui număr semnificativ de înregistrări aflate în repertoriul său. Deși nu se implică în direct în compunerea liniei melodice, ea își expune o serie de idei de-a lungul procesului, ele fiind folosite ulterior. Knowles este considerată textieră încă din perioada Destiny's Child, din anii '90 și până în prezent. Pentru acest lucru, în anul 2001 ea a fost recompensată de American Society of Composers, Authors, and Publishers cu distincția „Textierul de muzică pop al anului”, devenind prima femeie de origine Afro-americană și cea de-a doua în total, ce primește acest trofeu. Knowles a fost premiată, pentru compunerea versurilor a trei piese care au ajuns pe locul 1 în SUA, într-un singur an. Aceste piese sunt Irreplaceable, Check on It și Grillz (Nelly). Astfel Beyoncé este singura femeie care reușește această performanță de la Carole King în 1971 și Mariah Carey în 1991.

### Prezența scenică
Cântăreața este cunoscută ca fiind una dintre cele mai vivace staruri pe scenă. Este una dintre personalitățile care au făcut din a dansa și a cânta live un trend, pe care tot mai multe vedete îl adoptă. 
Ca outfituri se remarcă piesele ce lasă o libertate de mișcare,care îi oferă energia pentru care este cunoscută. Piesele colorate și cu paiete și, la finalul serilor de concert, cele mai elegante, sunt caracteristica principală a prezenței scenice a lui Beyoncé.
Coregrafiile sunt energice și creative, alteori mișcări arhicunoscute și concepte noi (precum cubul de lumini și scena cu apă folosite în 2016, în turneul Formation). 
La prezența sa scenică contribuie și grupul de dansatoare, care prin mișcarea în tandem cu cântăreața oferă o imagine fabuloasă și un show în care se cunosc orele de muncă depuse.

## Influențe
Beyoncé a numit o mulțime de cântăreți care i-au influențat muzica, ea a crescut cu muzica lui Anita Baker și Luther Vandross, cu ultimul colaborând mai târziu. Ea îi citează ca influențe pe Whitney Houston, Janet Jackson, Michael Jackson, Prince, Diana Ross, Donna Summer și Tina Turner, cu cea din urmă performând la cea de-a 50 a ediție a premiilor Grammy. 
Beyoncé este o mezzo-soprană, fiind și vocea principală a grupului Destiny's Child. Jon Pareles de la The New York Times spune că vocea ei definește grupul.

## Turnee

### Beyoncé în România
Beyoncé a concertat în România în cadrul turneului mondial de promovare al albumului B’Day, The Beyoncé Experience. Concertul a avut loc pe data de 22 octombrie 2007 și a fost susținut la Cluj-Napoca în fața a peste 13,000 de persoane. Concertul a avut loc pe Stadionul Municipal Ion Moina. Concertul susținut de Beyoncé a urmat alte concerte mult așteptate de publicul român, cum ar fi concertele susținute de: The Rolling Stones, Depeche Mode, Shakira, Pussycat Dolls, 50 Cent etc. Prețul unui bilet a fost cuprins între 45 și 85 RON.

## Proiecte adiționale
House of Deréon 
În 2005 Beyoncé împreună cu mama sa, Tina Knowles, au realizat o linie de haine prêt-à-porter, numind-o House of Deréon. Numele Deréon reprezintă un tribut la adresa bunicii sale Agnèz Deréon . Tina Knowles spune că linia vestimentară reflectă perfect stilul și gusturile fiicei sale, Beyoncé. Lansat în 2006, creațiile ce purtau semnătura House of Deréon au fost văzute în timpul turneului de promovare al albumului Destiny Fulfilled. Magazinele se află în SUA și Canada. În 2004, Knowles și mama ei au fondat Beyond Productions, compania familiei sale, care a acordat licențierea pentru House Of Deréon. La începutul anului 2008, au lansat Beyoncé Fashion Diva, un joc pentru telefoanele mobile ce se poate juca online.
Beyoncé este aspru criticată de Asociația Pentru Protecția Animalelor (People for the Ethical Treatment of Animals, pe scurt PETA) pentru faptul că nu ezită să poarte blană naturală și să o folosească în creațiile ei vestimentare.

## Filantropie
Se implică în ajutorarea oamenilor pe care criza economică i-a adus în pragul foametei.Este deținătoarea fundației "Survivor",se implică în acest program spunând că,pe lângă munca pe care o depune prin propria fundație ,este foarte entuziasmată să se implice într-un astfel de program pentru a putea ajuta cât mai multe persoane lovite de foamete.

## Viață personală

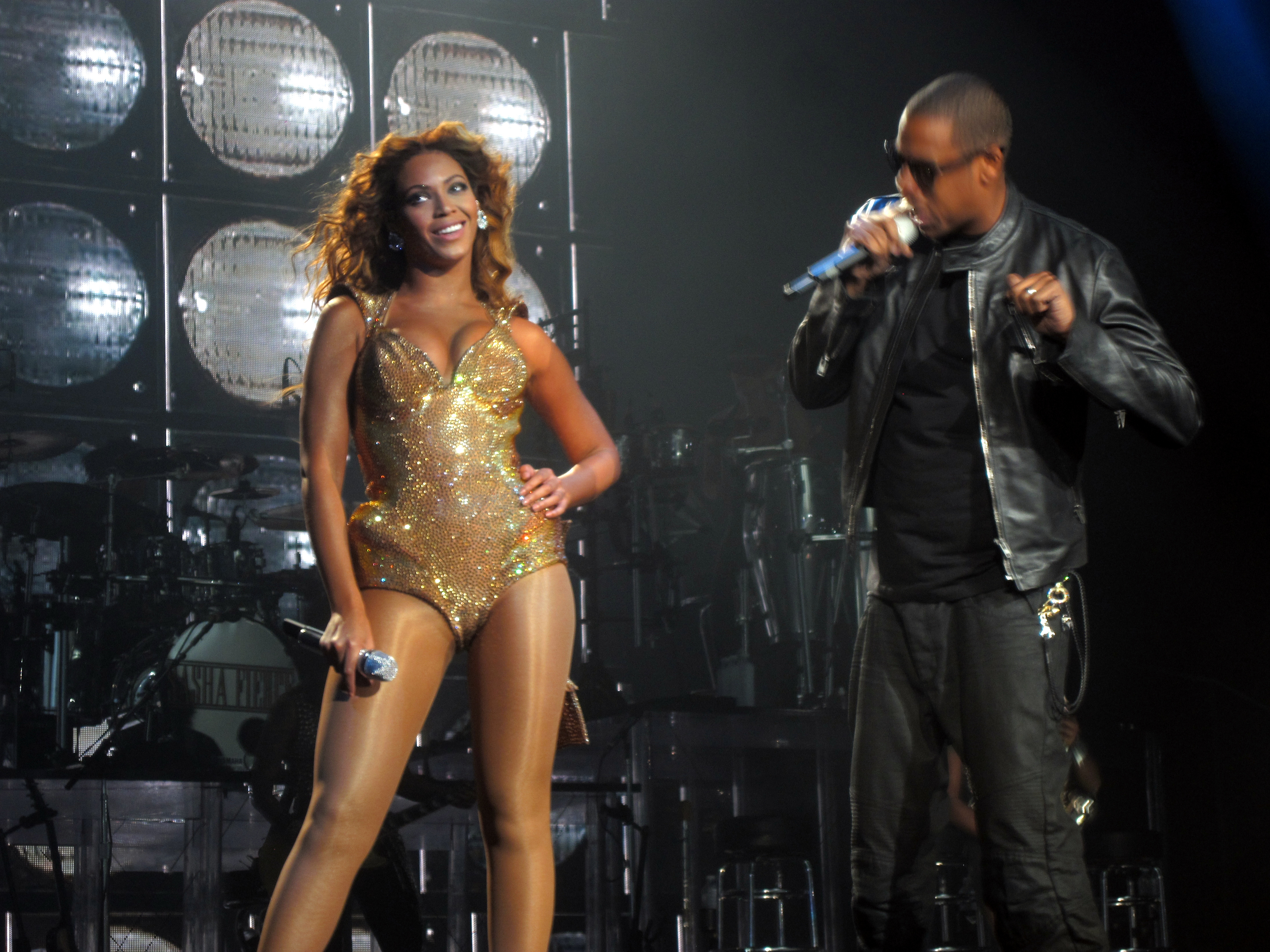
Jay-Z și Beyoncé în concert, interpretând „Crazy in Love” în cadrul turneului I Am... din 2009

Din anul 2002, Beyoncé a început o relație cu rapperul Jay-Z, cu care a colaborat de multe ori. Din aceste colaborări au ieșit adevărate succese, cum ar fi: „'03 Bonnie & Clyde”, Crazy in Love, Déjà Vu sau Upgrade U. Zvonurile privind relația celor doi au început încă din momentul în care Jay-Z a colaborat cu Beyoncé pentru piesa 03 Bonnie & Clyde. Deși zvonurile privind relația lor au devenit din ce în ce mai intense ei și-au păstrat relația departe de ochii presei. În anul 2005 au apărut zvonuri conform cărora cei doi se căsătoriseră. Mai târziu Beyoncé pune capăt speculațiilor, spunând că ea și Jay-Z nu sunt nici măcar logodiți.
În timpul MTV Video Music Awards 2011, pe covorul roșu, pe 28 august 2011, Beyonce a arătat că este însărcinată cu primul ei copil. Reprezentantul ei a confirmat știrea în acea noapte. Tatăl este soțul acesteia, Jay-Z, cu care s-a căsătorit în anul 2008.
În anul 2017 a dezvăluit a doua sarcină într-o postare pe Instagram la 2 februarie, lucru ce  a facut-o să dețină cea mai apreciată postare a Instagramului, iar apoi a doua cea mai apreciată. Beyoncé a dat naștere gemenilor Sir și Rumi, un băiat și o fată, la 12 iunie 2017.

## Discografie

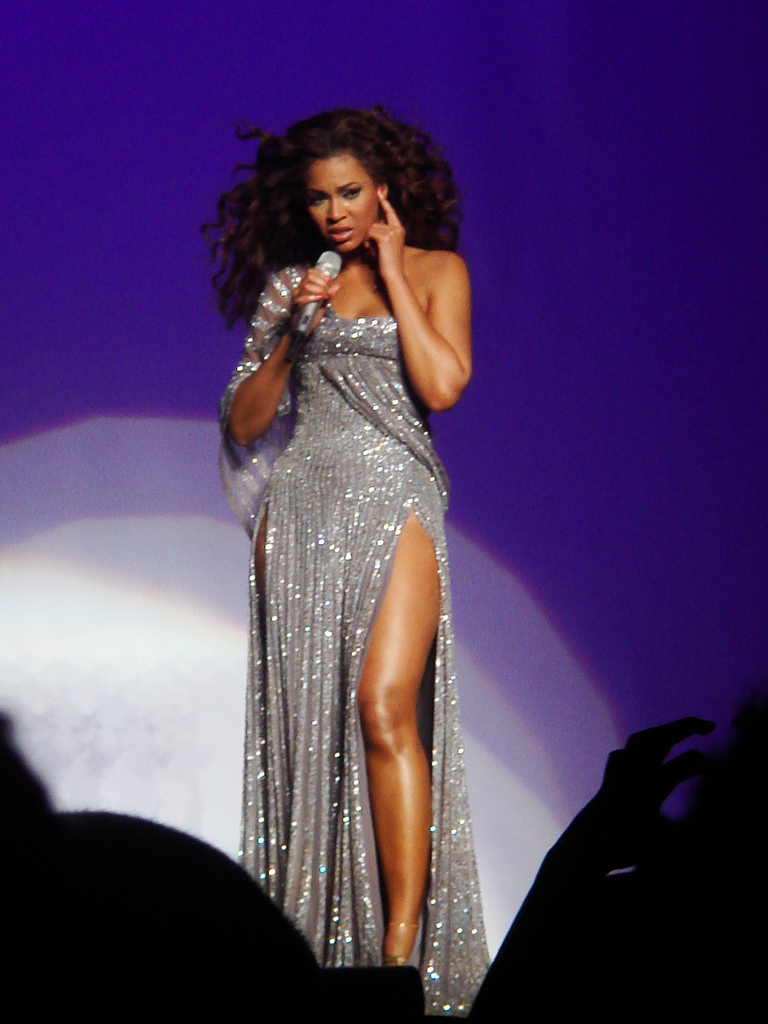
Beyoncé interpretând cântecul "Listen", inspirat din rolul pe care l-a avut în filmul Dreamgirls din 2006

### Destiny's Child
Albume
- Destiny's Child (1998)
- The Writing's On The Wall (1999)
- Survivor (2001)
- 8 Days of Christmas (2001)
- Destiny Fulfilled (2004)

### Solo
Albume de studio
- Dangerously In Love (2003)
- B’Day (2006)
- I Am... Sasha Fierce (2008)
- 4 (2011)
- Beyoncé (2013)
- Lemonade (2016)
- Renaissance (2022)
- Cowboy Carter (2024)

#### Albume colaborative
- Everything is Love (cu Jay-Z, ca duo-ul The Carters) (2018)

#### Albume de Soundtrack
- The Lion King: The Gift (2019)

#### Albume Live
- The Beyoncé Experience Live (2007)
- I Am...World Tour (2010)
- Homecoming: The Live Album (2019)

## Turnee

#### Tunee solo
- Dangerously in Love Tour (2003)
- The Beyoncé Experience (2007)
- I Am... World Tour (2009–2010)
- The Mrs. Carter Show World Tour (2013–2014)
- The Formation World Tour (2016)
- Renaissance World Tour (2023)
- Cowboy Carter Tour (2025)

### Turnee împreună cu alți artiști
- Verizon Ladies First Tour (cu Alicia Keys și Missy Elliott) (2004)
- On the Run Tour (with Jay-Z) (2014)
- On the Run II Tour (with Jay-Z) (2018)

## Filmografie
- Beverly Hood (1999) - Fata #1

| Anul | Titlul                      | Rolul           | Note |
| ---- | --------------------------- | --------------- | --- |
| 2001 | Carmen: A Hip Hopera        | Carmen Brown    | Film realizat și difuzat de postul de televiziune MTV. |
| 2002 | Austin Powers in Goldmember | Foxxy Cleopatra | Filmul marchează debutul cinematografic al cântăreței. Pelicula a strâns un total de 213 milioane de dolari la nivel mondial, dintre care 73 de milioane s-au strâns doar în Statele Unite ale Americii. |
| 2003 | The Fighting Temptations    | Lilly           | Filmul a debutat pe locul 3 în clasamentul Box Offica din Statele Unite ale Americii și a strâns un total de 32.445.215 de dolari.                                                                       |
| 2006 | The Pink Panther            | Xania           | Producția a debutat pe locul întâi în 21 peste douăzeci și unu de țări și a strâns un total de 158.7 de milioane de dolari la nivel mondial.                                                             |
| 2006 | Dreamgirls                  | Deena Jones     | Filmul a beneficiat de un buget de 75 de milioane de dolari. Pentru rolul interpretat în această peliculă, Knowles a primit 12.5 milioane de dolari, devenind cea mai bine plătită actriță de culoare.   |
| 2008 | Cadillac Records            | Etta James      | Lansat pe data de 5 decembrie 2008. |
| 2009 | Obsessed                    | Beth Charles    | Lansat în SUA pe 27 februarie 2009 |
| 2013 | Epic                        | Queen Tara      | Voce dublată |
| 2019 | Homecoming                  | Ea însăși       | Documentar |
| 2019 | The Lion King               | Nala            | Voce dublată |

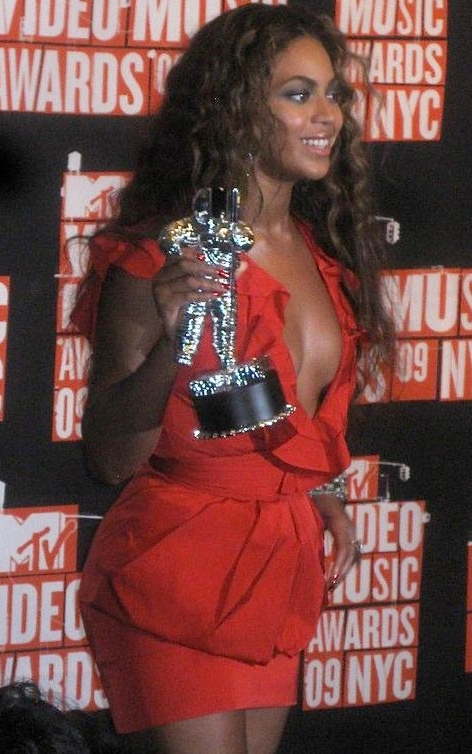
Beyoncé și premiul special oferit de American Music Awards, ce a mai fost acordat doar altor trei artiști.

- 2008 American Music Awards (2008) - Ea însăși
- 2008 World Music Awards (2008) - Ea însăși
- 66th Grand Prix of Monaco (2008) - Ea însăși
- A Night for Vets: An MTV Concert for the Brave (2008) - Ea însăși
- Christmas in Rockefeller Center (2008) - Ea însăși
- Especial Nochevieja 2008: ¡Feliz 2009! (2008) - Ea însăși
- 'TV One Night Only: Live from the Essence Music Festival' (2009) - Ea însăși
- 2009 Golden Globe Awards Red Carpet Special (2009) - Ea însăși
- 81st Annual Academy Awards (2009) - Ea însăși
- An Evening of Stars: Tribute to Patti LaBelle (2009) - Ea însăși
- BET Awards 2009 (2009) - Ea însăși
- Inside the Cinema (2009) - Ea însăși
- Michael Jackson NRJ 12 Tribute (2009) - Ea însăși
- Moonwalking: The True Story of Michael Jackson - Uncensored (2009) - Ea însăși
- Nickelodeon Kids' Choice Awards 2009 (2009) - Ea însăși
- The 40th NAACP Image Awards (2009) - Ea însăși
- The 66th Annual Golden Globe Awards (2009) - Ea însăși
- The Neighborhood Ball: An Inauguration Celebration (2009) - Ea însăși
- Three Days in Cannes (2009) - Ea însăși
- We Are One: The Obama Inaugural Celebration at the Lincoln Memorial (2009) - Ea însăși
- A Star Is Born (2013)

## Premii
Beyoncé a câștigat în anul 2001, împreună cu grupul, două premii Grammy, Best R&B Performance by a Duo or Group with Vocals (Cea mai bună Interpretate R&B a unui Grup sau Duet) și Best R&B Song (Cel mai bun Cântec R&B) pentru melodia "Say My Name". Al treilea și ultimul Grammy pentru grup a fost în 2002, pentru piesa "Survivor", câștigând la categoria Best R&B Performance by a Duo or Group with Vocals (Cea mai bună Interpretate R&B a unui Grup sau Duet). După o serie de succese cu grupul, Beyoncé câștigă în 2004 cinci Grammy Awards, pentru albumul  "Dangerously In Love" și single-urile sale. Premile câștigate în 2004 la Grammy Awards sunt: Best Female R&B Vocal Performance (Cea mai bună interpretare R&B a unei cântărețe), Best R&B Performance by a Duo or Group with Vocals (Cea mai bună Interpretate R&B a unui Grup sau Duet), Best R&B Song (Cel mai bun Cântec R&B), Best Contemporary R&B Album (Cel mai bun album de R&B Contemporan), Best Rap/Sung Collaboration (Cea mai bună Colaborare Rap/Cântec). Doi ani mai târziu, cântăreața câștigă un alt premiu Grammy, pentru Best R&B Performance by a Duo or Group with Vocals (împărțit cu Stevie Wonder). În 2007 câștigă un alt premiu Grammy, pentru cel mai bun album de R&B contemporan, (pentru B'Day). De asemenea la gala American Music Awards din 2007, Beyoncé a câștigat premiul International Artist Award , un premiu care a fost oferit doar altor trei persoane, ea devenind prima femeie care primește această distincție. În total Beyonce a câștigat peste 60 de premii în cariera ei solo, 24 dintre acestea fiind câștigate doar în 2004.